# Braunes Mönchskraut
Das Braune Mönchskraut (Nonea pulla), auch Dunkles Runzelnüsschen oder Napfkraut genannt, ist eine Pflanzenart aus der Gattung Mönchskräuter (Nonea) innerhalb der Familie der Raublattgewächse (Boraginaceae).

## Beschreibung

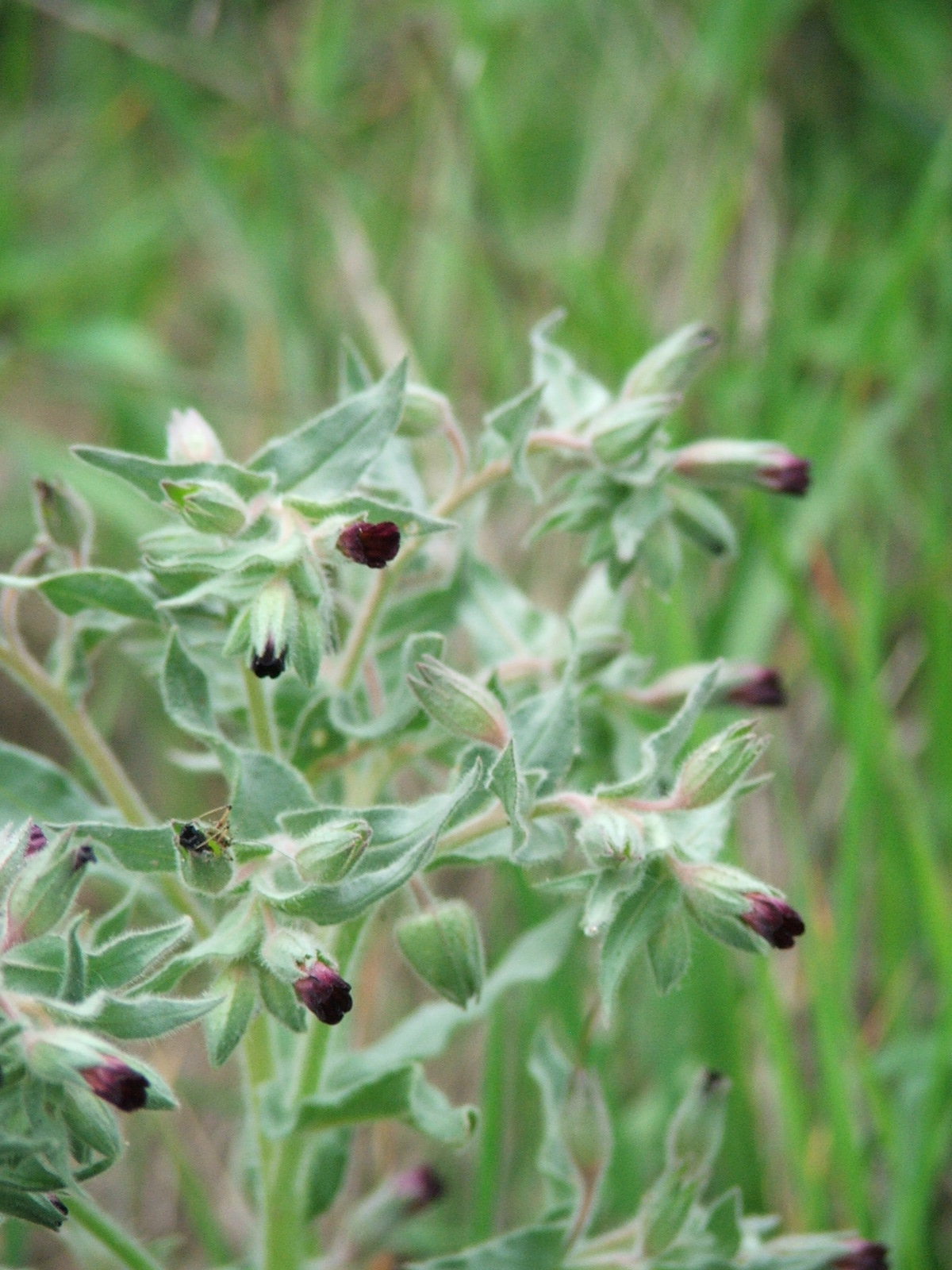
Blütenstand

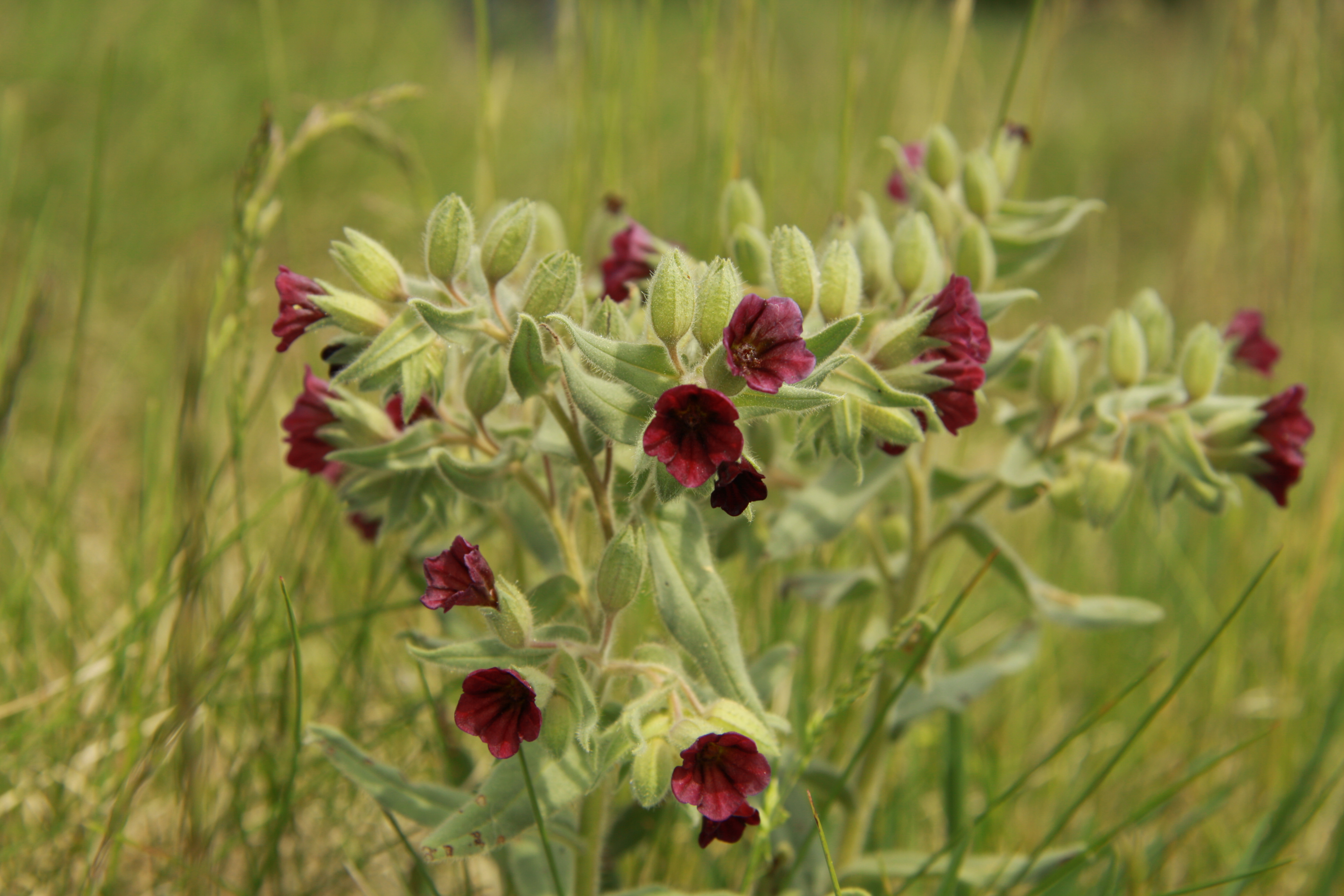
Blütenstand

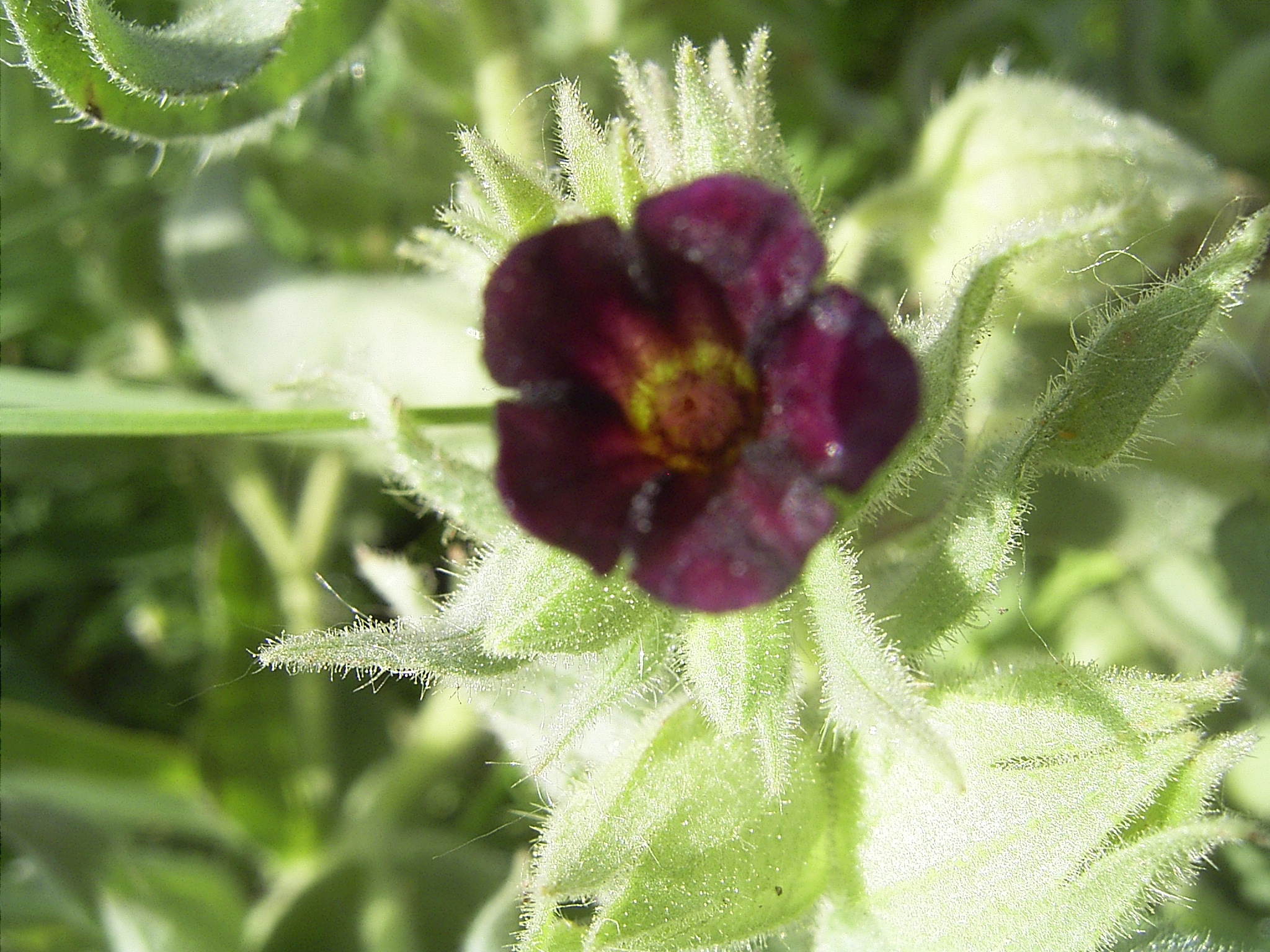
Blüte

### Vegetative Merkmale
Das Braune Mönchskraut wächst als ausdauernde krautige Pflanze und erreicht Wuchshöhen von 20 bis 50 Zentimetern. Die Stängel sind aufrecht und in der oberen Hälfte oft ziemlich stark ästig; sie sind rund und hohl.
Die wechselständig und spiralig angeordneten Laubblätter sind bei einer Länge von 5 bis 15 Zentimetern sowie einer Breite von 1 bis 2 Zentimetern länglich bis lanzettlich. Die beiderseits mit kurzen Drüsenhaaren und Borsten grau behaarten Laubblätter sind ganzrandig oder schwach buchtig und ohne deutlich erkennbare Seitennerven. Die unteren Laubblätter sind stielartig verschmälert, die oberen stängelumfassend.

### Generative Merkmale
Die Blüten stehen in reichblütigen, beblätterten, anfangs dichten, später stark verlängerten traubenförmigen Wickeln. Die Blütenstiele sind anfangs kurz und aufrecht, später verlängert und herabgekrümmt.
Die zwittrigen Blüten sind fünfzählig mit doppelter Blütenhülle. Die Kelchblätter sind auf zwei Drittel bis drei Viertel ihrer Länge verwachsen. Der Kelch ist zur Anthese 6 bis 8 Millimeter lang, zur Fruchtzeit 9 bis 11 Millimeter lang. Die fünf Kelchzähne sind dreieckig. Die 10 bis 14 Millimeter lange Blütenkrone ist dunkel braunviolett bis schwarzpurpurfarben, seltener hellbraun oder gelblich-weiß. Die Kronröhre ist mit auf kleine Haarbüschel reduzierte Schlundschuppen besetzt. Die Kronzipfel sind halbkreisförmig. Die Staubblätter sind sehr klein. Die Narbe ist kurz zweilappig.
Die Teilfrüchte (Nüsschen) sind etwa 4 Millimeter lang, schief eiförmig und warzig-runzelig.
Die Chromosomenzahl beträgt 2n = 20.

## Ökologie
Die Lebensform ist hemikryptophytisch, wobei sich die Vegetationsperiode von (April bis) Mai bis August erstreckt. Die Blüten werden anscheinend hauptsächlich durch Langhornbienen (Eucera) bestäubt.

## Vorkommen
Das Braune Mönchskraut ist ursprünglich in Osteuropa und in Vorderasien bis Zentralasien beheimatet und kommt westlich auch bis Mitteleuropa vor. Es ist im südlichen Nordeuropa und Südeuropa ein Neophyt.
Typische Standorte des Braunen Mönchskrauts sind Trockenrasen und Ackerränder, gelegentlich auch ruderale oder halbruderale Flächen im collinen und pannonischen Raum. Sie gedeiht in trockenen Wiesengesellschaften Mitteleuropas und ist eine Charakterart des Verbandes Caucalidion lappulae, kommt aber auch in Gesellschaften des Mesobromion- oder des Geranion sanguinei-Verbandes vor.
Die ökologischen Zeigerwerte nach Landolt et al. 2010 sind in der Schweiz: Feuchtezahl F = 2 (mäßig trocken), Lichtzahl L = 3 (halbschattig), Reaktionszahl R = 4 (neutral bis basisch), Temperaturzahl T = 4+ (warm-kollin), Nährstoffzahl N = 4 (nährstoffreich), Kontinentalitätszahl K = 4 (subkontinental).

## Taxonomie und botanische Geschichte
Diese Art wurde schon von Johannes Thal im Jahr 1577 aus dem Harz als „Buglossa sylvestris nigra“ und später von John Ray als „Buglossum annuum pullo flore minimo vesicarium“ beschrieben. Carl von Linné beschrieb diese Art 1759 in Systema Naturae, 10. Auflage, S. 916 unter dem Namen Lycopsis pulla, doch hatte vor ihm 1758 sein Schüler Pehr Löfling diesen Namen schon anders verwendet. Die gültige Erstveröffentlichung erfolgte 1805 unter dem Namen Nonea pulla (L.) DC. durch Augustin Pyrame de Candolle in Jean-Baptiste de Lamarck und Augustin Pyrame de Candolle in Fl. Franç., 3. Auflage, 3, S. 626. Synonyme für Nonea pulla (L.) DC. sind: Nonea erecta Bernh., Lycopsis taurica Ledeb., Nonea taurica (Ledeb.) Ledeb., Nonea rossica Steven, Lycopsis pulla L. nom. illeg. non Loefl., Anchusa pulla M.Bieb.